# القبس (جريدة)
جريدة القبس جريدة يومية كويتية، تصدر عن دار القبس للصحافة والطباعة والنشر (التي أُشهرت كمؤسسة صحفية في 12 فبراير 1972). يشرف عليها ويديرها مجلس إدارة مكون من المساهمين وعددهم خمسة أعضاء. صدر العدد الأول منها بتاريخ 22 فبراير 1972، وترأس تحريرها جاسم أحمد النصف لغاية العام 1983، ثم تولى رئاسة التحرير محمد جاسم الصقر من فبراير 1983 ولغاية 4 يوليو 1999، ثم تولى رئاسة التحرير وليد عبد اللطيف النصف منذ 5 يوليو 1999 حتى الآن. 

## تاريخ جريدة القبس
- عام 1972 صدر أول عدد من القبس.

الشعار السابق لجريدة القبس

- عام 1985 أصدرت القبس الطبعة الدولية باسم القبس الدولي.
- عام 1990 توقفت عن الصدور بسبب الاعتداء العسكري العراقي لدولة الكويت.
- عام 1991 عادت إلى الصدور بعد تحرير دولة الكويت وفي شهر يونيو صدر أول عدد.
- تصدر القبس صفحات متخصصة بعد أن كانت السباقة بإصدار الملاحق في فترة السبعينات والثمانينات ولديها شبكة مراسلين تغطي أهم العواصم العربية والدولية.
- تصدر كتاب الشهر إلى المشتركين مجانا انسجاما مع رسالتها التنويرية والثقافية.
- تصدر صحيفة «لوموند دبلوماتيك» باللغة العربية كل شهر.

## مركز المعلومات والدراسات في القبس
أنشئ المركز عام 1976 وكان يعمل بوسائط تقليدية بتصغير صفحات القبس منذ صدورها على أفلام ميكروفيلمية يمكن اللجوء إليها بالعرض والقراءة والطباعة وخلال سبعينيات القرن العشرين أصبح مركز المعلومات يضم أربع وحدات رئيسية هي:
- وحدة المكتبة
- وحدة المعلومات
- وحدة الأبحاث
- وحدة الصور والميكروفيلم.

مع بداية التسعينات دخلت تكنولوجيا المعلومات بقوة في هذا المجال واستخدمت أجهزة كمبيوتر وبرامج حديثة في مجال التوثيق والفهرسة وإصدار الكشافات الإلكترونية وتوفير خدمة معلومات متكاملة بطريقة آلية كاملة وفق قواعد منظمة للفهرسة والتوثيق والتكشيف والحفظ والاسترجاع وربط المركز بأقسام التحرير اليكترونيا. يحرص المركز على المساهمة بكتابة الأبحاث والتقارير والدراسات التي تنشر بالصحيفة باستمرار. تحتوى مكتبة القبس على نحو 15 ألف كتاب وهناك نحو أربعة ملايين وثيقة ومليوني صورة.